# Rhipidita fusca
Rhipidita fusca är en tvåvingeart som beskrevs av Edwards 1940. Rhipidita fusca ingår i släktet Rhipidita och familjen hårvingsmyggor. Inga underarter finns listade i Catalogue of Life.